# Stuart Gulliver

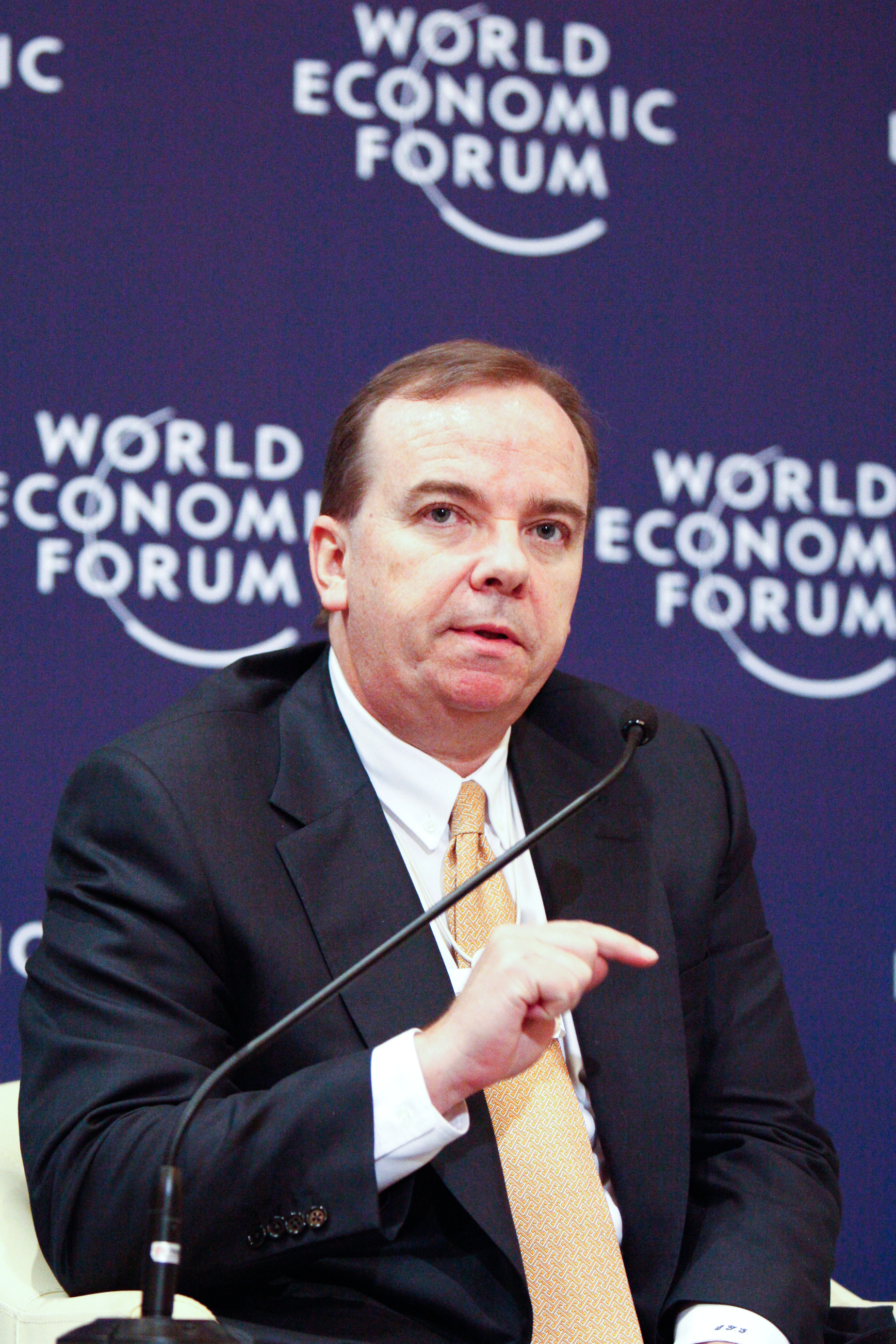
Stuart Gulliver

Stuart Thomson Gulliver (* 9. März 1959) ist ein britischer Bankmanager und ehemaliger Konzernchef von HSBC.

## Leben
Er wurde 1959 in Derby, England, geboren. Sein Vater Philip war leitender Angestellter in der Rechtsabteilung, während seine Mutter Jean persönliche Assistentin des leitenden Ingenieurs einer örtlichen Werft war. Gulliver besuchte die Grammar School in Plymouth, Devon.
Gulliver war ein begeisterter Boxer während seines Studiums am Worcester College in Oxford, von dem er einen Abschluss in Rechtswissenschaften erhielt. In einem Interview mit der Financial Times aus dem Jahr 2011 erinnert sich Gulliver an die ärmlichen Verhältnisse, in denen er aufgewachsen ist, und an seinen Kindheitstraum: „Ich wollte Rechtsanwalt werden, aber meine Eltern konnten es sich nicht leisten“.

## Professionelle Karriere

### Frühe Karriere und HSBC (1980–2010)
Im Jahr 1980 ermutigte ihn ein in Indien tätiger HSBC-Manager, einem Programm für internationale Offiziere der HSBC beizutreten, was den Weg für seine Bankkarriere ebnete. Gulliver arbeitete  in den Bereichen Treasury und Kapitalmärkte, stieg in der Abteilung „Global Banking and Markets“ der Bank auf und hatte eine Reihe von Schlüsselpositionen im weltweiten operativen Geschäft der Gruppe inne; darunter Stationen in London, Hongkong, Tokio, Kuala Lumpur und den Vereinigten Arabischen Emiraten.
Gulliver wurde Mitte der 1990er Jahre von Hongkong aus mit der Leitung der Abteilung Treasury und Kapitalmärkte im asiatisch-pazifischen Raum von Hongkong aus beauftragt. In den 1990er Jahren baute Gulliver das Investmentbanking-Geschäft von HSBC in Hongkong auf und machte das Asienmarktgeschäft zu einem der größten Geldbringer der HSBC, sogar nach der Asienkrise. Im Jahr 2000 wurde er zum Group General Manager ernannt und leitete später von 2002 bis 2003 die globale Marktabteilung. Anfang 2003 zog er zurück nach London, um die globale Unternehmens-, Investmentbanking- und Marktabteilung der Gruppe zu leiten. Im September 2006 wurde er zum Direktor der Hongkong and Shanghai Banking Corporation Limited und im Mai 2008 zum Geschäftsführer der HSBC Holdings plc ernannt.

### Group CEO von HSBC (2010–2018)
Am 7. September 2010 gab Stephen Green, der damalige Fraktionsvorsitzende von HSBC, bekannt, dass er zurücktreten werde, um der Einladung des britischen Premierministers Folge zu leisten, im Januar 2011 Handelsminister zu werden. Als Folge dieser Entscheidung gab Michael Geoghegan, der damalige Group CEO von HSBC, seinen Rücktritt bekannt und Stuart Gulliver, der seit 2006 die Investmentbanking-Abteilung von HSBC leitete, wurde zum 1. Januar 2011 zum neuen Group CEO von HSBC Holdings plc ernannt.
Gulliver wurde außerdem zum Vorsitzenden der Hongkong and Shanghai Banking Corporation Limited ernannt, einer hundertprozentigen Tochtergesellschaft von HSBC Holdings plc.
Im Jahr 2011 wurde Gulliver in die Rangliste der 50 einflussreichsten Personen von Bloomberg Markets aufgenommen.
Im Jahr 2014 erhielt er insgesamt 7,6 Millionen Pfund an Gehältern und Boni.
Im Oktober 2017 wurde bekannt gegeben, dass John Flint im Februar 2018 Gullivers Nachfolge antritt.

## Persönliches Leben
Gulliver wohnt in Kensington (London) und in Hongkong. Er lebt in zweiter Ehe mit der in Australien geborenen Amanda „Mandy“ Henricks zusammen. Er hat drei Kinder aus seiner ersten Ehe.
Aus einem Fall vor einem Steuergericht aus dem Jahr 2017 geht hervor, dass das britische Finanzamt (HMRC) zustimmte, dass Gulliver bis 2002/2003 durch die Einrichtung eines Wohnsitzes seiner Wahl in Hongkong seinen Wohnsitz in London verloren hatte, obwohl er für einen Zeitraum von zwei Jahren wieder im Vereinigten Königreich ansässig war. Im Jahr 2015 leitete HMRC eine Untersuchung zu seinem Wohnsitzstatus ein, da er tatsächlich weiterhin im Vereinigten Königreich ansässig war.
Die Zeitung The Guardian berichtete, Gulliver sei Mandant der panamaischen Anwaltskanzlei Mossack Fonseca gewesen, welche 2016 in die Panama Papers verwickelt war.